# Arrondissement di Avesnes-sur-Helpe
L'arrondissement di Avesnes-sur-Helpe (chiamato anche Avesnois) è una suddivisione amministrativa francese, situata nel dipartimento del Nord e nella regione Alta Francia.

## Composizione
L'arrondissement di Avesnes-sur-Helpe raggruppa 151 comuni in 4 cantoni: 
- cantone di Aulnoye-Aymeries
- cantone di Avesnes-sur-Helpe-Nord
- cantone di Fourmies
- cantone di Maubeuge

## Storia
Dopo la sua creazione con gli altri arrondissement del Nord nel 1800, questo arrondissement non ha mai rimesso in discussione la scelta di Avesnes-sur-Helpe come sottoprefettura, benché la città di Maubeuge abbia acquisito da tempo un peso economico e maggiore.
Nel 1998 è stato istituito il Parco naturale regionale dell'Avesnois, che comprende tutto l'arrondissement ad eccezione dei due cantoni di Maubeuge.

## Geografia fisica
I paesaggi dell'Avesnois sono verdeggianti e costituiscono un'eccezione nel contesto del dipartimento: prati da pascolo, foreste di latifoglie, ruscelli sinuosi, mulini e villaggi pittoreschi dove sono ancora numerose cappelle e immagini votive in pietra blu.

## Economia

### Turismo
L'Avesnois è il Magico Nord, area verde di una regione industriale di vecchia data, il paese del formaggio chiamato Maroilles. Ha sviluppato nel corso degli anni un fiorente turismo di prossimità.